# Amine Adli
Amine Adli (* 10. Mai 2000 in Béziers) ist ein marokkanisch-französischer Fußballspieler. Er steht seit August 2021 in Deutschland beim Bundesligisten Bayer 04 Leverkusen unter Vertrag.

## Karriere

### Vereine
Amine Adli, marokkanischstämmig und in Frankreich geboren sowie aufgewachsen, begann mit dem Fußballspielen beim AS Pézenas Tourbes in Okzitanien und wechselte später zum AS Béziers, ehe er dem Nachwuchsleistungszentrum des FC Toulouse beitrat. Am 18. Dezember 2019 gab er im Alter von 19 Jahren bei der 1:4-Niederlage im Achtelfinale des Ligapokals bei Olympique Lyon sein Profidebüt. In der Folgezeit bestritt er unter anderem vier Punktspiele in der Ligue 1, aus der der FC Toulouse nach 28 von 38 Spieltagen infolge der vorzeitig beendeten Saison – COVID-19-Pandemie bedingt – als Tabellenletzter abstieg. In der Saison 2020/21, in der er 33 Punktspielen eingesetzt wurde und acht Tore erzielte, erkämpfte sich Adli einen Stammplatz (er stand in 29 Partien in der Startelf), wobei er zumeist als Mittelstürmer eingesetzt wurde.
Adli wechselte Ende August 2021 erstmals ins Ausland und schloss sich dem deutschen Bundesligisten Bayer 04 Leverkusen an. Er einigte sich mit dem Verein über einen Vertrag mit einer Laufzeit bis Mitte 2026. Im Bundesligaheimspiel gegen den FC Bayern München am 19. März 2023 ging Adli innerhalb von 17 Minuten zweimal im Strafraum des Gegners zu Boden, was Schiedsrichter Tobias Stieler nach eigener Beobachtung der Situationen als Schwalbe auslegte und ihm jeweils die Gelbe Karte zeigte. Stieler nahm beide Entscheidungen nach Kontakt mit dem Video-Assistenten zurück, wertete die Spielsituationen als Foulspiele und sprach der Leverkusener Mannschaft Elfmeter zu.

### Nationalmannschaft
Adli, der sowohl französischer als auch marokkanischer Staatsbürger ist, war grundsätzlich für die Auswahlmannschaften beider Länder spielberechtigt. In seiner Jugend war er zunächst für die Nachwuchsnationalmannschaften des französischen Fußballverbands aktiv. Zwischen September 2017 und Juni 2018 bestritt er sechs Länderspiele für die U18-Nationalmannschaft Frankreichs. Im Oktober 2021 debütierte er in der französischen U21-Nationalmannschaft und absolvierte mit ihr bis Sommer 2023 zwölf Partien. Nach erfolgreicher Qualifikation nahm er mit der Mannschaft an der U21-Europameisterschaft 2023 teil und kam dort bis zum Ausscheiden im Viertelfinale gegen die Ukraine in drei von vier Turnierspielen zum Einsatz.
Im Anschluss entschied sich Adli für einen Verbandswechsel zum marokkanischen Fußballverband und eine Karriere in der marokkanischen Nationalmannschaft. Im September 2023 debütierte er dort daraufhin bei einem Freundschaftsspiel gegen Burkina Faso. Anfang 2024 nahm er mit der Mannschaft am Afrika-Cup teil und bestritt dort alle vier Turnierspiele, ehe die Mannschaft im Achtelfinale gegen Südafrika ausschied.

## Titel
Verein
- Deutscher Meister: 2024
- Deutscher Pokalsieger: 2024
- Deutscher Supercupsieger: 2024

Persönliche Erfolge
- Torschützenkönig des DFB-Pokals: 2024 (5 Tore)